# Glossario dei termini marinareschi (J-R)
Questa lista è suscettibile di variazioni e potrebbe essere incompleta o non aggiornata.

Il glossario è utile per la comprensione del linguaggio della storia della navigazione, degli sport velici e della marineria in generale.

## J
Jolly-boatBattello per i bassi servizi.
Jolly-rogerbandiera di pirata, nera con teschio bianco al centro e due femori incrociati sotto.
Jockey-poleVedi buttafuori.

## K
Kentervedi Maniglione Kenter.
Kevlarmateriale sintetico ad elevata resistenza alla trazione, utilizzato sia per la fabbricazione di vele da regata, sia per altri usi (per esempio nella costruzione di giubbotti antiproiettile). Altri materiali avanzati per la fabbricazione di vele sono il Mylar e la fibra di carbonio. È una fibra aramidica che viene utilizzata per la costruzione degli scafi. Vengono utilizzati tessuti di varie grammature, sempre impregnati con resine.
KioskoPadiglione, torre di poppa di talune navi turche.
Krangcarcassa di balena dopo levato il grasso.

## L
Lanciasagolecannoncino che può lanciare un proiettile speciale al quale è legata una sagola.
LambdaIn navigazione si indica con la lettera greca lambda la longitudine. Delta lambda = differenza di longitudine.
Landestaffe fissate alla coperta sulle quali si attestano stralli e sartie.
Lascaredare "imbando", lasciare andare una cima; il suo contrario è cazzare (vedi anche "allascare").
Lascoandatura portante. Nell'andatura di lasco l'angolo tra la direzione del moto e la direzione del vento è di circa 135°.
Latitudineangolo tra l'equatore ed il parallelo che passa per il punto interessato.
Legnuolo, Legnolocomponente della fune, formato da trefoli. Più trefoli formano un legnolo, più legnoli formano la fune.
Linea di galleggiamentointersezione del piano di galleggiamento di una nave con la superficie esterna dello scafo. Ovvero il confine tra opera viva e opera morta.
Linguette
Lomboli
Longitudineangolo tra il meridiano di Greenwich ed il meridiano che passa per il punto interessato.
Loscaforo che attraversa la poppa e nel quale passa l'asse del timone.
Lossodromicarotta che taglia i meridiani con angolo costante.
Luogo di posizioneinsieme dei punti che hanno le stesse caratteristiche rispetto ad uno o più punti osservati.

## M
Macinacaffèvedi Verricello
Madierepezzo centrale delle ossature del primo ordine, che appoggia direttamente sulla chiglia, per le navi in legno. Nelle navi in ferro, le ossature sono rinforzate nella parte più bassa al fondo della nave.
Maestral'albero principale dei velieri.
Maestro d'asciapersona esperta nella costruzione di barche di piccola stazza.
Magliaanello di una catena.
Malabestiaferro da calafataggio.
Manica a ventogrande presa d'aria sulla coperta delle navi per l'aerazione dei locali sottostanti.
Maniglionevedi grillo.
Maniglione Kenter, Maglia Kenterfinta maglia, formata da vari pezzi incastrabili tra loro, che permette di collegare due spezzoni di catena.
Mano di terzaroli"prendere una mano" oppure " dare una mano " di terzaroli, significa ridurre la vela maestra (la randa). Lo si fa in caso di vento eccessivo, per dare maggiore stabilità alla barca.
Manovraogni cavo o anche catene, guarniti con i relativi accessori all'alberatura e alle vele.
Manovra altasuperiore alle coffe.
Manovra bassainferiore alle coffe.
Manovra di battagliadi riserva in caso di rottura delle manovre guarnite
Manovra alla cappuccinamanovra per alzare e distendere la draglia di una vela a strallo volante, e la vela medesima.
Manovra chiaraliberarsi dai cavi.
Manovra di combattimentocavi che si guarniscono in occasione di combattimento, per prevenire eventuali guasti dei colpi di cannone alle attrezzature.
Manovra correnteInsieme di cime che consentono la regolazione delle vele: scotte, drizze, caricabasso, caricaalto...
Manovra fissa o dormienteInsieme di cavi metallici o di tessile che sostengono l'alberatura: stralli, sartie, sartiole, paterazzi.
Marciapiedenei velieri, è il cavo posto sotto al pennone sul quale si appoggiano i piedi per mollare o issare le vele.
Mareainnalzamento ed abbassamento periodico delle acque del mare.
Marittimo- relativo al mare
- chi naviga per professione, imbarcato su navi da carico, passeggeri, o altro.
MarraParte dell'ancora, in funzione della tipo, atta a penetrare nel fondo. Vedi anche l'unghia e il braccio
Marranosorta di bastimento Veneziano del XIV-XV secolo;
Martellopezzo mobile della balestriglia, che scorreva su e giù nella freccia ad angoli retti;
Martello da calafaitermine marinaresco veneziano = Malabestia
Masconeparte laterale verso prua.
Mastral'apertura in coperta attraverso la quale passa l'albero.
Matafionecimetta posta in corrispondenza dei terzaroli della randa. Serve per raccogliere la vela quando una parte essa viene ridotta.
Match racegara velica tra due imbarcazioni assolutamente identiche.
Maydayparola utilizzata per indicare un'immediata necessità di aiuto.
Medapiccolo punto di riferimento artificiale, generalmente utile ad individuare un allineamento o per segnalare secche o scogli affioranti.
Meolocorda passante nel bordo di una vela, dalla parte della scotta, che aiuta a tendere quella parte della vela, spesso soggetta a vibrazioni svantaggiose per il rendimento.
Mercatoreun tipo di rappresentazione cartografica.
Meridionealtro termine con il quale si indica il Mezzogiorno, ossia il punto cardinale corrispondente al Sud.
Merlinocordino sottile
Mezzanaalbero poppiero dei velieri.
Mezzanavea metà nave lungo l'asse longitudinale o quello trasversale.
Mezzomarinaroattrezzo costituito da un'asta di legno o da un tubo di alluminio, alla cui estremità è sistemato un gancio, in ottone, altro metallo o materiale plastico, che viene usato per accostare o per largarsi da una banchina o da un altro galleggiante. Il termine deriva dal fatto che, in passato, il compito di usare questo attrezzo era normalmente affidato ai marinai più giovani. Viene anche chiamato gancio d'accosto.
Miglio nautico1.85200 km, cioè la lunghezza di un minuto di grado sulla superficie terrestre. Il metro fu originariamente derivato come 1/40 000 000 della circonferenza terrestre, che è anche 360*60=21600 miglia marine. 40000 / 21600 = 1.85185185..
Miràgliostruttura di metallo di forma variabile e fissata in testa alle boe riportante segnali di indicazione o avvertimento. Deriva da MIRARE nel senso di guardare, prendere la mira.
Mollaresciogliere un legame o un nodo, per esempio nella manovra di partenza si mollano i cavi lasciando libera la nave di andare.
Motore entrobordomotore marino che si monta all'interno dello scafo delle piccole, medie e grandi imbarcazioni e navi.
Motore entrofuoribordomotore marino che si monta a poppa in parte dentro lo scafo ed in parte fuori dello scafo delle piccole e medie imbarcazioni.
Motore fuoribordomotore marino che si monta nello specchio di poppa delle piccole e medie imbarcazioni.
MPSVela asimmetrica simile al gennaker. Usata in crociera per la semplicità della manovra rispetto ad uno spinnaker. L'acronimo sta per Multi-purpose Sail, che indica la versatilità della vela.
Muramanovra o cavo (corda) che serviva a mantenere nella voluta angolazione la vela. Con le vele quadre l'angolazione veniva regolata con due cavi o manovre: la mura sopravento, e la scotta sottovento. Nelle vele longitudinali, trapezoidali, triangolari, marconi etc, la mura non esiste in quanto il lato sopravento della vela è sempre collegato all'albero.
Angolo di muralo spigolo (bugna) inferiore e sopravento della vela (vele quadre) in cui veniva attaccato il cavo di mura. L'angolo inferiore adiacente era l'angolo di scotta.
Cambiare le mura, cambiare di muravariare la direzione di provenienza del vento sulle vele agendo sul timone o riorientando le vele stesse, ottenendo l'effetto di cambiare andatura.
Lato di murail lato della vela quadra sopravento.
Mure a sinistrail vento sta battendo sulla parte sinistra della nave.
Mure a drittail vento sta battendo sulla dritta della nave. L'espressione mure a sinistra o mure a dritta non è lessicalmente sempre esatta. Infatti mentre è sempre appropriata con le vele quadre, con le vele longitudinali non avrebbe alcun senso. Infatti in questo tipo di vele il lato sopravento è sempre collegato all'albero e quindi al centro nave. L'espressione mure a sinistra o mure a dritta viene mantenuta in quanto il bordo (lato della nave) di mura è l'opposto del bordo di scotta.
Muratala fiancata della nave

## N
NadirIl punto diametralmente opposto allo zenit.
Nautofonosegnalamento marittimo sonoro che emette un suono con una nota alta, udibile a molte miglia di distanza. Utilizzato in caso di nebbia.
NavataCarico massimo trasportabile da un'imbarcazione di piccole dimensioni.
Navigatoreuomo del pozzetto, che fornisce al timoniere tutti i dati forniti dagli strumenti di bordo.
Navigazione costieranavigazione effettuata in vista della costa, per cui il punto nave può essere determinato in base alla rilevazione di punti cospicui.
Navigazione da diportoquella che si svolge a fini ricreativi o sportivi.
Navigazione stimataquando il punto nave viene determinato non in base ad elementi oggettivi, ma stimato in base alla rotta, alla velocità ed al tempo trascorso.
Nodo - 1misura di velocità. Un nodo equivale ad un miglio nautico all'ora.
Nodo - 2legatura. I nodi più comuni in marineria sono: semplice, piano, savoia, parlato, gassa d'amante, bandiera, mezzo collo, eccetera.
Nocchiere, Nostromoaddetto al governo d'una nave.

## O
Oblòfinestrino circolare a chiusura stagna situato sull'esterno dell'imbarcazione.
Occhio di cubìaapertura nella parte prodiera della nave attraverso la quale passa la catena dell'ancora.
Ombrinalefori o fessure praticate sulle murate per lo scolo esterno dell'acqua dalla coperta, spesso equipaggiati di "valvole di non ritorno".
Opera mortala parte dello scafo al di sopra della linea di galleggiamento.
Opera vivala parte dello scafo al di sotto della linea di galleggiamento. Vedi anche carena.
Ondamovimento superficiale delle acque.
Ordinata Ciascuna delle costole che costituiscono la struttura portante dello scafo e ne definiscono la sagoma.
Ormeggiare, OrmeggioFissare l'imbarcazione nella posizione voluta, legandosi con cavi alle bitte, alle boe o dando fondo alle ancore.
Ortodromicarotta che segue un arco di cerchio massimo. È il percorso più breve tra due punti.
Orzareorientare la prua della nave in direzione del vento, riducendo l'angolo tra la direzione del moto e la direzione del vento.
Ossaturastruttura portante dello scafo di un vascello, costituita dalle costole e dai bagli.
Osteriggiofinestratura sul boccaporto che dà in coperta.

## P

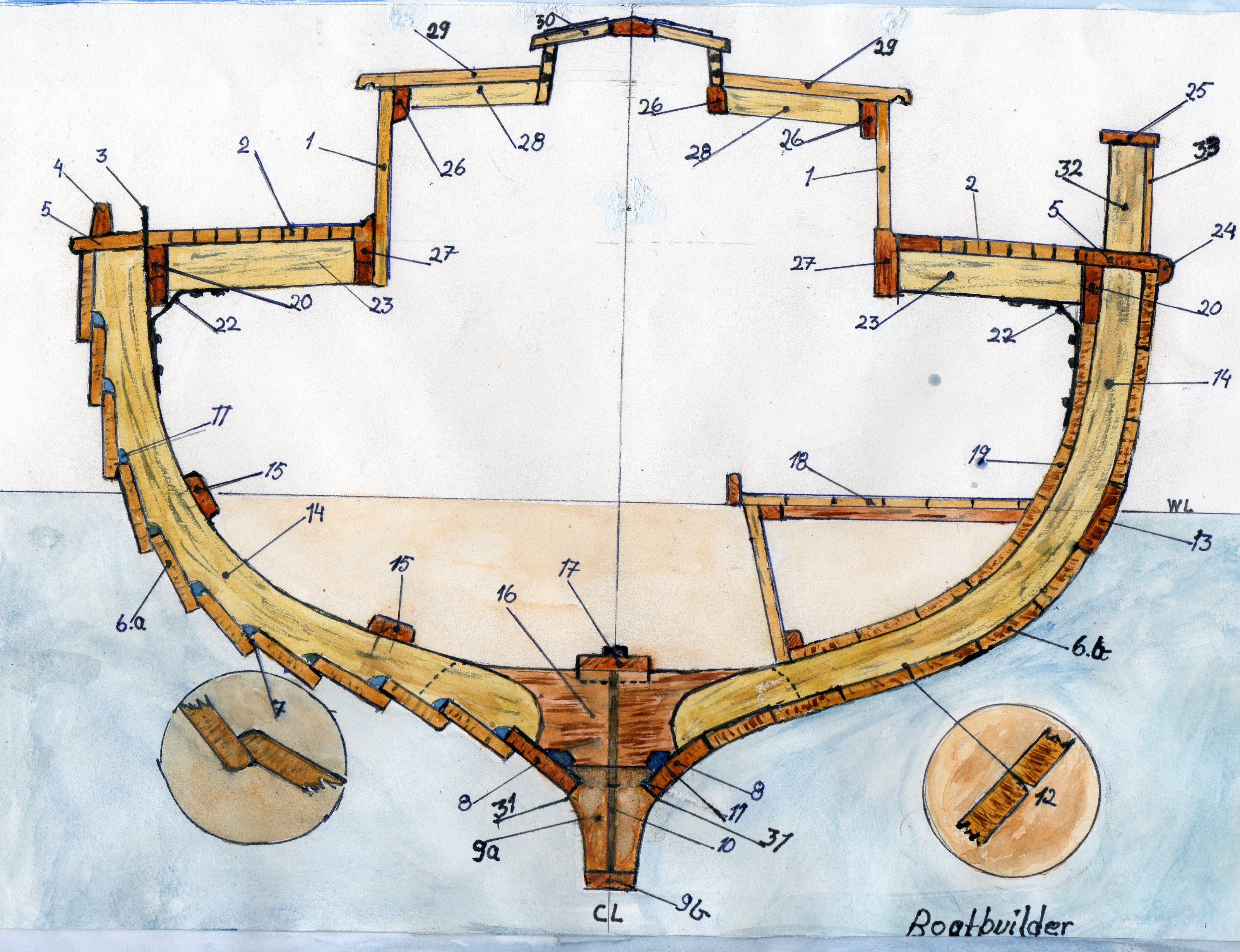
Sezione trasversale a centro nave. Il paramezzale è contrassegnato dal numero 17.

Pagliolo (paiolo, paiolato)coperchio ligneo a grata che chiude i boccaporti praticati sui ponti o in altri settori del vascello.
Pala del timoneParte poppiera del timone.
Palischermoimbarcazione di servizio imbarcata sul vascello.
Panna, mettersi in panna
Manovra usata per arrestare la corsa di un vascello senza dare fondo all'ancora e senza doversi preoccupare di tenere il bastimento prua al vento. Si porta il vascello su un'andatura di bolina, si cazza il  fiocco a collo, si lasca del tutto la randa e, una volta che ha rallentato e l'azione poggiera del fiocco inizia a fare effetto, si porta il timone all'orza e lo si blocca in tale posizione. il bastimento manterrà un'importante componente di scarroccio data dall'azione poggiera del fiocco a collo e dal timone bloccato all'orza. Nella vela odierna si dice impropriamente mettersi alla cappa intendendo in panna.
Pappaficoantico nome che designava le vele di velaccio di maestra e trinchetto.
Parabordocorpo elastico posto a protezione del fianco dell'imbarcazione da urti contro la banchina o contro altre imbarcazioni. Può essere gonfiabile e di varie forme (sferico, cilindrico, ecc.). Si utilizza all'ormeggio, appendendolo alla murata ed interponendolo così tra l'imbarcazione e la banchina.
Paramaresponde rialzate al lato del pozzetto per impedire che l'acqua vi penetri.
ParamezzalePezzo longitudinale che corre da poppa a prora al di sopra della chiglia ed quasi interamente parallelo ad essa. Serve a stabilire un buon collegamento delle ossature tra loro e contribuisce alla resistenza longitudinale della nave.
ParancoSistema di cime e bozzelli che consentono di moltiplicare la forza umana nel tirare una cima.
Paranco semplicenelle navi antiche è formato da un bozzello semplice ed uno doppio.
Ghia semplicenelle navi antiche ha un cavo inferito ad un bozzello semplice fisso.
Ghia doppianelle navi antiche è formato da due bozzelli semplici, uno fisso e l'altro mobile.
Amantenelle navi antiche è formato da un cavo fisso che passa in un bozzello.
Paranco doppionelle navi antiche è formato da due bozzelli doppi.
Amantesalenelle navi antiche è formato da una ghia doppia e da un paranco semplice che normalmente era utilizzato per le drizze di pennone.
Stricconelle navi antiche è formato da una ghia semplice e da una ghia doppia con i loro cavi (dormienti) fissati allo stesso punto.
Caliornanelle navi antiche è formato da un bozzello doppio e da uno triplo, uno dei quali è munito di gancio.
Paraonde, paraspruzzistruttura posta a prora, sulla coperta, per evitare che le ondate arrivino sino al pozzetto.
ParrocchettoVela quadra che sta immediatamente al di sopra del trevo di trinchetto.
Paratiastruttura verticale/trasversale la quale divide la nave nel senso longitudinale. Di particolare importanza per la sicurezza la " paratia di collisione ", quella del " pressatrecce" e le varie " paratie stagne longitudinali " .
PassacavoGuida, condotto, per il passaggio dei cavi di manovra correnti o dormienti, di ormeggio, di tonneggio, ecc.
Alcuni sono ad occhio fucinato come ad esempio l'" Occhio di Panama ", altri sono del tipo a "Bocca di Granchio" comunemente detti a " Bocca di Rancio ", ve ne sono anche del tipo a " tre rulli girevoli " .
Passerellaleggero ponte tra una imbarcazione e la banchina. Vedi anche barcarizzo.
Passo d'uomoapertura in una paratia di grandezza tale da consentire il passaggio di una persona.
Pasteccapuleggia apribile, di forma ovale, con un gancio girevole ad una estremità.
PaterazzoCima o cavo fisso che sostiene l'albero collegando la sua sommità alla coperta a poppa, in uno o due punti.
Pattaestremità di ognuna delle marre di un'ancora, la quale nella parte estrema viene definita " unghia ".
Paveseserie continua di bandierine per addobbo di gala.
Pavesare, impavesareimbandierare col pavese.
PazienzaCircolo di piattina di ferro, inchiodato a circa 4 piedi dalla mastra degli alberi di un veliero a vele quadre, sul quale vengono negli appositi alloggiamenti inferite le caviglie dove vanno a trovar dormiente le manovre correnti.
PeceLa Pece nera o Pece navale è usata per calafatare, per turare i buchi dove potrebbe passare l'acqua e a coprire i legni e le corde per conservarle.
PennaLa parte della vela che sta più in alto. Vi si aggancia la drizza per poter issare le vele.
Pennoneasta perpendicolare all'albero che sostiene una vela quadra
Pescaggiol'altezza dell'opera viva. Vedi anche immersione.
Periplola circumnavigazione di una terra estesa, quale un'isola, una penisola o un continente.
Pezzi di rispettoIn gergo navale, con questo termine, si indicano i pezzi di ricambio tenuti di riserva a bordo delle varie unità, pronti per essere sostituiti a quelli in uso che vanno incontro ad avaria o a consumo. Nella marina militare le navi ausiliarie adibite al supporto logistico hanno, fra le altre, anche la funzione di trasporto di tali pezzi.
Piano (cavo)cavo commesso in senso antiorario (per convenzione) partendo da tre filacce di canapa: usato per tutte le manovre di piccolo calibro, correnti o dormienti.
Picchettaretogliere la vecchia vernice o la ruggine per poter poi riverniciare.
Piccoasta, obliqua rispetto all'albero, estesa nella stessa direzione del boma a cui è applicata la penna della vela utilizzata nelle imbarcazioni con vela trapezoidale o aurica (tipo Optimist, Dinghy).
Planciail ponte di comando della nave. Alette di plancia: la parte della plancia che sporge all'esterno della sagoma della nave, permettendo così di vedere anche le fiancate della stessa.
Poggiaremanovra atta a modificare la rotta allontanando la prua dalla direzione del vento; ci si "appoggia" al vento per fare muovere l'imbarcazione; contrario di orzare.
Polenadecorazione lignea, spesso figura femminile o di animale, che si trovava sulla prua delle navi, sotto al bompresso.
Ponteuna superficie orizzontale nell'imbarcazione.
Ponte di comandoil luogo da dove si governa la nave. Vedi plancia.
Pontilestruttura galleggiante o su palafitte, che consente l'attracco di piccole imbarcazioni.
Pontoneè un tipo di imbarcazione generalmente di forma parallelepipeda usato come piattaforma galleggiante per il trasporto di merci di qualsiasi tipo o per eseguire lavorazioni sopra e sotto il livello libero del liquido in cui galleggia.
Poppaparte posteriore dell'imbarcazione.
PoppaviaSenso, direzione verso la parte di poppa.
Portatala capacità di carico della nave.
Portolanopubblicazione che riporta il dettaglio dei porti e delle coste con tutte le relative notizie utili.
PosticcioLegni che andavano da un capo all'altro della galea, sopra a quali si posavano i remi
Pozzettoparte all'aperto dell'imbarcazione, generalmente posto a poppa, dove si sta per manovrare l'unità stessa. Insieme di persone che decidono la direzione della barca: tattico, timoniere, skipper, stratega, navigatore.
Presa a mareapertura nella carena dalla quale si può aspirare l'acqua marina.
Prodieremembro dell'equipaggio la cui funzione è quella di manovrare le vele di prua (spinnaker, gennaker, MPS, ecc.)
Prora, Pruaparte anteriore dell'imbarcazione.
Proravia, PruaviaDalla parte della prora.
ProtoCiascuno dei costruttori navali che stava a capo d'una maestranza nell'arsenale.
Protome
ProtontinoUfficiale sostituitosi nel Reame di Napoli all'ammiraglio, al principio della signoria aragonese o alla fine di quella angioina.
Prove a mareLe prove effettuate dalle navi di nuova costruzione per verificarne la corrispondenza alle caratteristiche contrattuali (velocità, governo, stabilità, ecc.).
Pulpitoinsieme di tubolari che vanno a formare una sorta di ringhiera. Si trovano a poppa e a prua. Entrambi, insieme alle draglie, formano la "battagliola".
PuntelloTravetto di legno o di ferro verticale, in sostegno dei ponti, sulla nave
Punto di muraIl vertice in cui la vela è fissata alla barca; questo vertice è il più a prua e il più in basso dei vertici della vela. Nel caso dei fiocchi, il punto di mura si trova sulla prua della barca, nel caso della randa il punto di mura è alla base dell'albero, nel caso dello spinnaker il punto di mura è sul vertice del tangone.
Punto Nave(fare il) determinazione della posizione della nave. Può essere stimato o determinato in base a dati oggettivi
Punto notevole, punto cospicuopunto di riferimento sulla costa facilmente riconoscibile.

## Q
Q.Bandiera da segnali gialla di forma rettangolare;
QuadernaCosta della nave;
QuadernoRegistro su cui ogni ufficiale di quarta annota i dati del viaggio;
QuadraVela quadrangolare che si inserisce nei pennoni;
QuadranteQuarta parte della rosa dei venti;
QuadrareCazzare il braccio per portare il tangone più lontano dallo strallo.
QuadratinoAlloggio in comune che i guardiamarina hanno a bordo delle navi da guerra.
Quadrato ufficiali e sottufficialiSala mensa e di convegno per ufficiali e sottufficiali sulle navi da guerra;
QuadrelloOgni pezzo di tela cucito come rinforzo alle punte e alle bugne delle vele;
QuadrelloGrosso ago da vele con punta quadrangolare;
QuarnaraFune della medesima grossezza delle sàrtie;
QuarnaroVento foraneo;
Quarta- tempo di guardia fatta a bordo
- 1/32 di 360°. Equivale a 11°15'.
QuartaroloVogatore che era quarto dopo il vogavanti;
QuarteroneControboccaporta, nella galea;
QuartiereCiascuna delle tre parti che dividono per lungo qualunque naviglio: Quartiere di poppa, quartiere di prua e quartiere di mezzania;

## R
Raccarevomitare.
Radaluogo confortevole situato lungo la costa dove di solito ci si ormeggia in sicurezza per periodi brevi o medi.
Radancia, redanciaanello metallico a forma di goccia che viene posto all'interno dell'asola di un cavo per proteggerlo dall'usura.
Radarstrumento ad onde radio per la rilevazione della posizione della costa o di altre imbarcazioni.
Radazza, redazzatipo di scopa per lavare ed asciugare i ponti delle navi.
Ralingabordo anteriore di una vela. Può essere costituito da una cima cucita entro il bordo per inferire la vela sull'albero.
Radiogoniometrostrumento per la rilevazione della direzione dei segnali emessi da apposite stazioni.
Randavela inferita all'albero lungo l'inferitura e sul boma lungo la base, di forma prettamente triangolare con angolo retto tra l'intersezione del boma con l'albero. Le recenti versioni presentano l'allunamento cioè una curvatura convessa della balumina (ipotenusa del triangolo).
Ratingcoefficiente tecnico assegnato all'imbarcazione in regata utilizzato per compensare i tempi di percorrenza del campo di regata rispetto a quelli reali, tenendo quindi conto delle caratteristiche tecniche e delle prestazioni della barca.
Reburidadirezione continua di vento.
Redandiscontinuità a scalino realizzata sulla carena di alcuni tipi di imbarcazioni a fondo a V plananti. Usata per gli scafi degli idrovolanti, ha lo scopo di distribuire meglio la pressione dinamica sul fondo.
Refolofolata di vento.
Regatagara tra imbarcazioni.
Ridosso, Ridossatoal riparo dal vento o dal mare.
Rifiutodeviazione e diminuzione del vento causato da una barca o un ostacolo sopravento.
Risaccamovimento delle acque in porto causato dal mare grosso deviato dalle barriere frangiflutti e/o dal molo del porto stesso.
Riflettore radarpoliedro metallico che aumenta la rilevabilità radar.
Rilevamentol'angolo tra la direzione del nord e la direzione dell'oggetto osservato da bordo.
Rilevamento polarel'angolo tra la direzione della prora e quella dell'oggetto osservato da bordo.
Ritenuta del bomamanovra che serve per tenere bassa l'estremità poppiera del boma.
Rivavedi a riva.
Rizzacavo, solitamente munito di arridatoio o di altri dispositivi, per fissare oggetti mobili. Si dice anche “rizzaggio del carico”.
RollìoRotazione di un oggetto attorno all'asse longitudinale. In un'imbarcazione, anche il movimento oscillatorio attorno a tale asse (lo scafo si inclina di lato a dritta e a sinistra).
Rombovedi quarta.
Rosa dei ventifigura che rappresenta i punti cardinali: Nord, Sud, Est e Ovest e le direzioni da questi determinate.
Rostrosperone montato sulla prua di antiche navi da guerra per sfondare le navi nemiche.
Rottala direzione che porta alla destinazione.
Ruota del timoneorgano con il quale si comanda il timone. Il movimento viene trasmesso dai frenelli.
Ruota di proravedi dritto di prora.